# Alfa Romeo 2000
De Alfa Romeo 2000 is een sedan van het Italiaanse automerk Alfa Romeo en werd gebouwd tussen 1958 en 1962.
De Alfa 2000 werd voor het eerst voorgesteld op het autosalon van Turijn. De nieuwe Alfa werd in een klasse hoger geplaatst dan de Giulietta en de oudere Alfa Romeo 1900. Hij kreeg dezelfde 1975 cc DOHC viercilindermotor als de 1900, maar het vermogen werd opgedreven tot 105 pk.
Ongeveer gelijktijdig werd ook de Spider gelanceerd, een tweezits cabrioletversie van de sedan. De carrosserie van de Spider werd gebouwd door Carrozzeria Touring. Voor de Spider werd de motor nog verder opgedreven tot 115 pk. In 1961 werd de tweezitter wat aangepast om ook als 2+2 cabriolet door het leven te gaan.
In 1960 werd een derde variant toegevoegd: de 2000 Sprint. De Sprint kreeg een nieuw koetswerk van Bertone en dezelfde motor als de Spider. De Sprint was ontworpen door Giorgetto Giugiaro en was de eerste Alfa Romeo met vier koplampen, zoals dat later nog te zien was in onder andere de Alfa Romeo Giulia.